# فونش أباد (أبهررود)
فونش أباد (بالفارسية: فونش‌آباد) هي قرية تقع في إيران في قسم أبهررود الریفي. يقدر عدد سكانها بـ 1,627 نسمة .